# Maresiella barringtoniana
Maresiella barringtoniana är en kräftdjursart som först beskrevs av Eugenio Fresi 1973.  Maresiella barringtoniana ingår i släktet Maresiella och familjen Gnathostenetroidae. Inga underarter finns listade i Catalogue of Life.